# 건형 (요)
건형(乾亨, 979년 11월 ~ 983년 6월)은 요나라(거란국) 경종(景宗) 야율 현(耶律 賢)의 두번째 연호이다. 3년 7개월 가량 사용하였다. 경종(景宗)이 죽고 난 후에 성종(聖宗)이 통화로 개원할 때까지 사용하였다.

## 개원
- 보녕(保寧) 11년 11월 25일[1](979년 12월 17일)에 연호를 건형(乾亨)으로 개원함.[2][3][4]

- 건형(乾亨) 5년 6월 10일[5](983년 7월 22일)에 연호를 통화(統和)로 개원함.[6][7][4]

## 연대 대조표
| 건형       | 원년                    | 2년        | 3년        | 4년        | 5년        |
| 서기(西紀) | 979년                   | 980년      | 981년      | 982년      | 983년      |
| 간지(干支) | 기묘(己卯)              | 경진(庚辰) | 신사(辛巳) | 임오(壬午) | 계미(癸未) |
| 북송(北宋) | 태평흥국 (太平興國) 4년 | 5년        | 6년        | 7년        | 8년        |

## 동시대 연호

### 중국
송(宋)
- 태평흥국(太平興國) (976년 ~ 984년)

대리국(大理國)
- 명정(明政) (969년 ~ 985년)

호탄 왕국(于闐)
- 중흥(中興) (978년 ~ 985년)

### 베트남
딘 왕조(丁朝)
- 타이빈(太平) (970년 ~ 980년)

전 레 왕조(前黎朝)
- 티엔푹(天福) (980년 ~ 988년)

### 일본
- 덴겐(天元) (978년 ~ 983년)
- 에이간(永觀) (983년 ~ 985년)

## 같이 보기
- 다른 왕조의 같은 연호
  - 남한(南漢) 건형(乾亨, 917년 ~ 925년)

- 중국의 연호 목록